# Pasquale Ottino

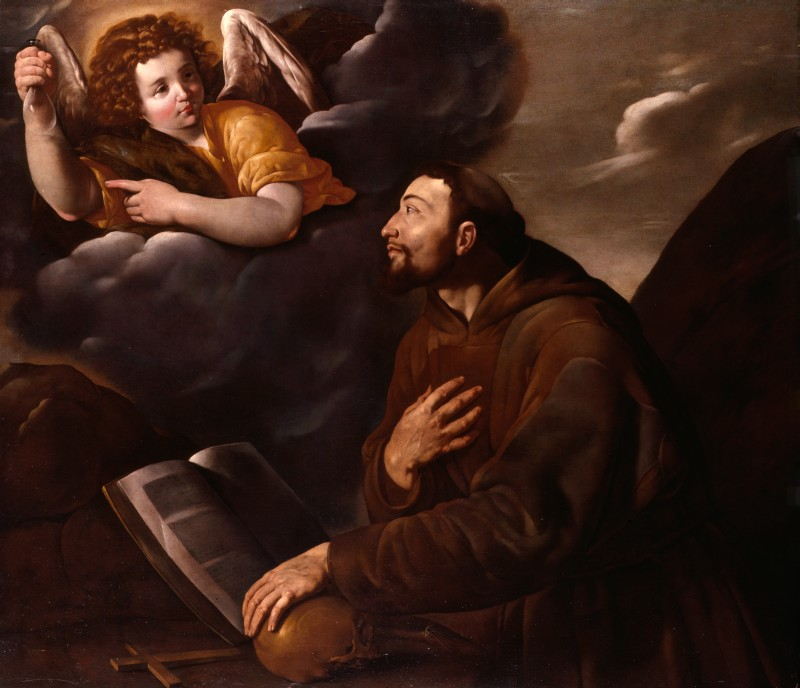
Pasquale Ottino, Święty Franciszek z Asyżu i muzykujący anioł, ok. 1620

Pasquale Ottino (także Ottini, ur. 1578 w Weronie, zm. 1630 tamże) – włoski malarz, tworzący na przełomie późnego manieryzmu i wczesnego baroku. Tworzył głównie w Weronie.

## Życiorys
Rekonstrukcja faktów z życia i działalności artysty jest niepewna ze względu na niewielką ilość zachowanych źródeł.
Szkolił się w pracowni Felice Brusasorciego, po śmierci którego ukończył w 1605 roku rozpoczęty przezeń obraz Zesłanie manny na pustyni, przeznaczony dla werońskiego kościoła San Giorgio in Braida (dzięki współpracy z Alessandro Turchim).
W najwcześniejszej fazie jego działalności artystycznej zauważalny był wpływ sztuki manierystycznej (Cykl tajemnic różańcowych, kościół w Engazza, prawdopodobnie 1613), zwłaszcza Giulia Romano i Jacopo Bassano.
Na początku XVII wieku przebywał w Rimini, gdzie udekorował kościół San Giuliano, a także w Rzymie, tworząc głównie na zlecenia Alessandro Perettiego Montalto.
W 1610 roku powrócił do Werony, natomiast w latach 1622–1623 był czynny w Padwie; z tego okresu pochodzi Wniebowzięcie NMP, zrealizowane dla tamtejszego kościoła Santa Maria in Vanzo.
Zarazem uległ silniejszemu oddziaływaniu dzieł Guida Reniego i szkoły Caravaggia, wykazując tendencje do ukazywania wyrazistego modelunku światłocieniowego.
Zmarł podczas epidemii dżumy w 1630 roku, pozostając w rodzinnym mieście.